# Roy D. Chapin
Roy Dikeman Chapin, född 23 februari 1880 i Lansing, Michigan, död 16 februari 1936 i Detroit, Michigan, var en amerikansk biltillverkare och politiker. Han var verkställande direktör för Hudson Motor Car Company 1912-1932 och från 1933 fram till sin död. Han var USA:s handelsminister 1932-1933. Han valdes in i Automotive Hall of Fame 1972.
Chapin tillträdde 1912 som VD för Hudson Motor Car Company. Han gifte sig 1914 med Inez Tiedeman. USA:s president Herbert Hoover utnämnde honom 1932 till handelsminister. Han tjänstgjorde till slutet av Hoovers mandatperiod som president i mars 1933. Han återvände sedan till Hudson. Han avled 1936 och efterträddes som verkställande direktör av A.E. Barit.
Chapins grav finns på Woodlawn Cemetery i Detroit. Sonen Roy D. Chapin, Jr. var verkställande direktör för American Motors Corporation 1967-1977.